# Łatirka
Łatirka (ukr. Латірка) – wieś na Ukrainie, w obwodzie zakarpackim, w rejonie mukaczewskim. W 2001 liczyła 599 mieszkańców.